# Helicogonium melanochlorae
Helicogonium melanochlorae är en svampart som beskrevs av Baral 1999. Helicogonium melanochlorae ingår i släktet Helicogonium och familjen Endomycetaceae.   Inga underarter finns listade i Catalogue of Life.